# Tortula kneuckeri
Tortula kneuckeri là một loài rêu trong họ Pottiaceae. Loài này được Broth. & Geh. mô tả khoa học đầu tiên năm 1903.